# Office généalogique et héraldique de Belgique
 (février 2024).
Fondé en 1942, l’Office généalogique et héraldique de Belgique (OGHB) compte en 2010 un millier de membres  intéressés par la généalogie ou l’héraldique. Leur champ d’intérêt couvre toutes les régions de Belgique, même si le caractère de l’association est résolument francophone[évasif]. La renommée de l’association est liée notamment au sérieux de ses publications, ainsi qu’à l’expertise de nombreux dirigeants de l’association dès sa création.

## Publications de l'association

### Le Parchemin
Le Parchemin est une publication bimestrielle de l'OGHB créée en 1936. C'est une revue dans laquelle sont publiées des études sur des sujets divers touchant à la généalogie ou à l'héraldique, telles que des notes généalogiques sur des familles belges ou étrangères ; des études sociologiques sur l'évolution en Belgique de la population et de sa structure ; des études historiques ou juridiques sur les changements de la législation en matière généalogique ; une rubrique « Héraldique vivante » ; une bibliographie contenant la description d'ouvrages récents ou de revues sur des sujets intéressants ; ou encore des comptes-rendus de colloques ou séminaires nationaux ou internationaux.

### Autres publications
- Le Héraut : feuille de liaison trimestrielle, informations pratiques, annonces.
- Les Recueils : ouvrages dont chaque numéro reprend une étude d'envergure (le plus souvent d'ordre généalogique).

Exemples de recueils :
- Armorial héraldique vivante
- Anciennes familles de Belgique